# Episodi de La templanza
La prima stagione della serie televisiva spagnola La templanza, composta da 10 episodi, è stata distribuita in prima visione in Spagna sul servizio di streaming Amazon Prime Video il 26 marzo 2021.
In Italia la stagione è stata distribuita sul servizio di streaming Amazon Prime Video il 26 marzo 2021.
| nº | Titolo originale | Pubblicazione Spagna | Titolo italiano | Pubblicazione Italia |
| -- | ---------------- | -------------------- | --------------- | -------------------- |
| 1  | Capítulo 1       | 26 marzo 2021        | Episodio 1      | 26 marzo 2021        |
| 2  | Capítulo 2       | 26 marzo 2021        | Episodio 2      | 26 marzo 2021        |
| 3  | Capítulo 3       | 26 marzo 2021        | Episodio 3      | 26 marzo 2021        |
| 4  | Capítulo 4       | 26 marzo 2021        | Episodio 4      | 26 marzo 2021        |
| 5  | Capítulo 5       | 26 marzo 2021        | Episodio 5      | 26 marzo 2021        |
| 6  | Capítulo 6       | 26 marzo 2021        | Episodio 6      | 26 marzo 2021        |
| 7  | Capítulo 7       | 26 marzo 2021        | Episodio 7      | 26 marzo 2021        |
| 8  | Capítulo 8       | 26 marzo 2021        | Episodio 8      | 26 marzo 2021        |
| 9  | Capítulo 9       | 26 marzo 2021        | Episodio 9      | 26 marzo 2021        |
| 10 | Capítulo 10      | 26 marzo 2021        | Episodio 10     | 26 marzo 2021        |

## Episodio 1
- Titolo originale: Capítulo 1
- Diretto da: Guillem Morales
- Scritto da: Susana López Rubio

### Trama
1850. Sol è una delle due figlie della famiglia Moncalvo, che a Jerez ha raccolto con successo. Sua sorella, Inés, è fidanzata con Edward Clayton, uno dei più importanti vendemmiatori del mondo. Sol mantiene una stretta amicizia con Manuel Ysasi, innamorato di Inés. Manuel chiede aiuto a Sol per confessare i suoi sentimenti a Inés. Dal momento che è davvero innamorata di Edward, Inés rifiuta Manuel, così lui le strappa un bacio. Sol rivela cosa è successo a Edward per non rovinare il fidanzamento di sua sorella. Tuttavia, Edward si innamora di Sol per la sua onestà e decide invece di sposarla, con grande sorpresa di tutti. Sol è costretta dal nonno a sposarsi per non rovinare il cognome. Sol sposa con riluttanza Edward, che la porta a vivere a Londra l'anno successivo.
Nel frattempo, a Salamanca, Mauro Larrea ha appena avuto il secondo figlio dalla moglie Elvira. Sfortunatamente, Elvira muore durante il parto e Mauro decide di trasferirsi con il suo nuovo figlio e l'altra figlia, Mariana, a Veracruz, in Messico, lavorando come capo minatore. Lì Mauro fa un accordo con un uomo d'affari, Tadeo Carrús. Tuttavia, il lavoro della miniera è abbastanza lento fino a quando non crolla. Mauro riesce miracolosamente a scampare al crollo, insieme ad uno dei suoi compagni, Santos Huesos.
Tadeo conclude il suo accordo con Mauro e lo lascia, lasciandolo con i debiti dell'accordo. Qualche tempo dopo, Mauro riesce a riprendersi dai suoi debiti e a rimettere in piedi la sua attività. Tadeo cerca di tornare all'attività ormai di successo di Mauro, ma Mauro si rifiuta di lavorare di nuovo con lui, così, per vendetta, Tadeo manda uno stupratore dopo Delfina. Venti anni dopo, Mauro raggiunge un accordo con un gringospendere tutti i fondi dell'azienda in macchinari dedicati all'esplorazione di una miniera speciale, ma la merce finisce per rovinarsi quando la nave che li trasportava cade, lasciando Mauro in rovina. Nel frattempo, Sol riceve la visita di suo fratello Luis, responsabile della raccolta, e rivela che, a causa della loro incompetenza, corrono il rischio di perdere La templanza.

## Episodio 2
- Titolo originale: Capítulo 2
- Diretto da: Guillem Morales
- Scritto da: Susana López Rubio

### Trama
Dispiaciuto per aver messo La temperanza sull'orlo della bancarotta, un depresso Luis cerca di suicidarsi iniettandosi dell'acido in un'ascella. Cercando di saldare i debiti della famiglia, Sol e Luis si rivolgono all'uomo d'affari Alistair Brooks, mentre ricevono la visita del loro vecchio cugino, Gustavo. Tuttavia, non sono in grado di venire a patti con lui. Luis e Gustavo litigano su ciò che il primo ha fatto all'azienda di famiglia, rivelando a Sol che Matías è stata uccisa a colpi di arma da fuoco quando era partita per Londra, e non per una polmonitecome l'hanno portata a credere. Sol si presenta davanti a lui in una riunione e riesce a convincersi a investire nella famiglia, dimostrando la sua conoscenza dei vini. Gustavo rivela a Sol di essere ancora innamorato di lei e cerca di convincerla a tornare a Jerez con lui. Sol lo respinge, inviando alla stazione una lettera in cui spiega le sue ragioni. Sol manda Luis nello stesso posto di Gustavo, volendo che si riconciliano.
Nel frattempo, Mauro rivela a Mariana che sono rovinati e, sapendo che la madre del suo fidanzato, Alonso, non tollererà che sposi la figlia di una famiglia in rovina, decide di cercare di coprire la rovina dei suoi affari fino alla fine del matrimonio. posto. Mauro cerca di chiedere aiuto a una vecchia conoscenza, Tadeo, per ottenerne i soldi, ma si rifiuta di avere più a che fare con lui a causa del suo rifiuto. Allo stesso tempo, Nicola, Ignaro della rovina di suo padre, lo informa che ha intenzione di fare un viaggio in Europa con i suoi soldi. Mauro sta anche cercando di fare un viaggio a Cuba dopo il matrimonio. Dopo essere riuscito a mantenere le apparenze durante la cena di nozze, Nicolás si lamenta che Mauro si rifiuta di finanziare il suo viaggio in Europa, fino a quando Mauro e Mariana rivelano che l'azienda è rovinata, con suo grande fastidio.
Dopo aver ricevuto alcune cambiali per la sorella di Ernesto, Mauro, pensando di approfittarne, dà a Nicolás dei soldi per il suo viaggio in Europa, poco prima di partire per Cuba. Nicolás si lamenta che Mauro si rifiuta di finanziare il suo viaggio in Europa, fino a quando Mauro e Mariana rivelano che l'azienda è rovinata, con suo grande fastidio. Dopo aver ricevuto alcune cambiali per la sorella di Ernesto, Mauro, pensando di approfittarne, dà a Nicolás dei soldi per il suo viaggio in Europa, poco prima di partire per Cuba. Nicolás si lamenta che Mauro si rifiuta di finanziare il suo viaggio in Europa, fino a quando Mauro e Mariana rivelano che l'azienda è rovinata, con suo grande fastidio. Dopo aver ricevuto alcune cambiali per la sorella di Ernesto, Mauro, pensando di approfittarne, dà a Nicolás dei soldi per il suo viaggio in Europa, poco prima di partire per Cuba.

## Episodio 3
- Titolo originale: Capítulo 3
- Diretto da: Guillem Morales
- Scritto da: Susana López Rubio & Javier Holgado

### Trama
Dopo che Edward si dimentica di chiudere la valvola del gas e chiude la finestra, il gas inizia a diffondersi in tutta la villa. Sol lo scopre negli ultimi secondi, proprio quando un impiegato stava per accendere un fiammifero. I dipendenti spiegano a Sol che era Edward e che ha dimenticato le cose per molto tempo. Edward spiega a Sol che soffre di un caso irreversibile di demenza, che ha ereditato da suo padre, e ora sta cominciando a colpirlo. Sapendo che, prima o poi, corre il rischio di diventare un pericolo per la società, Edward affida la gestione della sua azienda a Sol.
I soci di Edward non sono del tutto soddisfatti dell'idea, ma accettano di dargli il libro dei conti. Dopo aver registrato il libro, Sol scopre che molti dei conti sono sbagliati e lo dice ai soci di Edward. Questi, tuttavia, si comportano in modo ostile nei confronti di Sol su suggerimento di rivedere i conti. Sol minaccia di sciogliere la loro compagnia e portarli in tribunale se non lo fanno. Al ritorno a casa, Sol scopre che la malattia di Edward sta progredendo e ha distrutto il suo ufficio, spaventando il resto della famiglia. Poco dopo, arriva il figliastro di Sol, Alan, che voleva far loro visita.
Intanto, Mauro arriva a Cuba per consegnare del denaro a Carola Gorostiza, sorella dell'amico Ernesto. Dopo essere stato con Santos in L'Avana riceve un invito a una festa in maschera, dove la incontra. Lì incontra anche il banchiere Julián Calafat, che si offre di partecipare a un business plan, insieme a Carola e altri uomini d'affari. Dopo averci pensato per un momento, Mauro scopre che il progetto prevede la vendita di schiavi e si tira indietro. Carola cerca di convincerlo ad accettare. Mauro riceve una lettera da Tadeo, che spiega di essere a Cuba e chiede il pagamento di una percentuale dei suoi debiti per dimostrare la sua "buona fede". Motivato male dal contenuto della lettera, Mauro accetta finalmente di partecipare all'attività, con suo grande rammarico.

## Episodio 4
- Titolo originale: Capítulo 4
- Diretto da: Alberto Ruiz Rojo
- Scritto da: Susana López Rubio

### Trama
Alan spiega al resto della famiglia che ha intenzione di rimanere a Londra per un po' per recuperare il tempo perduto con la sua famiglia. Edward e le figlie hanno intenzione di fare un tentativo, ma Sol non è così convinto. Dopo che Marina e Lucrecia sono andati a fare shopping di notte con Edward, Sol si arrabbia, costringendo le due sorelle a recriminarlo per aver nascosto quello che è successo in modo che lei possa rilevare l'azienda. Sol rivela loro la malattia di suo padre. Un giorno, Alan ha organizzato una festa per celebrare il raggiungimento della maggiore età di Marina e Lucrecia. Volendo fidarsi di più di Alan, Sol accetta l'idea.
Durante la festa, Edward diventa paranoico riguardo a uno degli ospiti, che lo sta guardando con sospetto. Sol si avvicina all'ospite per interrogarlo e lui confessa che la festa è in realtà parte di un piano contro Edward. Alan cerca di manipolare Edward per attaccare l'ospite, facendogli credere che intende attaccare le figlie. Questi, insieme a Sol, li trovano e riescono a fermarlo. Il giorno dopo, Alan avverte Sol che intende mantenere la compagnia e la casa a tutti i costi.
Intanto Mauro comincia a sentirsi in colpa per aver accettato l'accordo. Luis lo avverte di stare attento con Carola. Santos avvisa Mauro che deve uscire dall'accordo e che può trovare altri modi più etici per ottenere denaro. Donna Caridad racconta a Mauro la storia di sua nonna, anche lei schiava, scappata e poi mai più sentita, per spiegare perché l'accordo la riguarda. Deciso a fare qualcosa, Mauro ottiene da Carola dove si trova la nave negriera e informa le autorità, che confiscano l'accusa. Carolina avverte Mauro che ha intenzione di vendicarsi. Nel frattempo, Luis non può con la colpa di essere quello con cui Carolina sta tradendo Gustavo e cerca di confessare l'accaduto. Ciò solleva tra loro una grave ferita a causa della morte di Matías, poiché è stato Luis a sparargli e, nel tentativo di proteggerlo inventando la storia di un cacciatore sconosciuto, Gustavo ha finito per pagare le conseguenze delle azioni di Luis, poiché Sapevano tutti che non andavano d'accordo perché Matías non ha fatto nulla per fermare il matrimonio di Sol. Divorato dal senso di colpa, Luis cerca di suicidarsi innamorandosi di un lavoro.

## Episodio 5
- Titolo originale: Capítulo 5
- Diretto da: Alberto Ruiz Rojo
- Scritto da: Susana López Rubio

### Trama
Dopo la morte di Luis, Gustavo, unico erede maschio di La Templanza, sta discutendo tra vendere tutto per ottenere un capitale e rilevare lui stesso la società. Sol riceve la richiesta di Alan, che vuole mantenere la casa e affidare Edward in un sanatorio, a causa della sua demenza. Prima della notizia, Sol manda le sue figlie a scuola, per farle uscire di casa finché non risolvono i loro problemi con Alan. Sol ed Edward decidono di fuggire dalla villa e tornare a Jerez, per impedire ad Alan di commettere quest'ultima. A loro si uniscono Paxter e Hudson, che si rifiutano di lasciare Sol dopo tanti anni. Prima di partire, Sol cerca di raggiungere un accordo con Alan per condividere equamente l'eredità con le sue figlie. Lo rifiuta, volendo mantenere tutta l'eredità di Edward. Sole, Edoardo, Paxter e Hudson scappano dalla villa e portano la nave a Jerez. Intanto Carola e gli altri uomini d'affari iniziano a pianificare la loro vendetta contro Mauro. Sentendoli, Trinidad avverte Santos del pericolo che sta correndo. Santos cerca di convincere Mauro a tornare in Messico, ma si rifiuta di lasciare Cuba finché non risolve i suoi problemi monetari.
Dopo essere stato assalito da un sicario inviato da Lorenzo, Mauro decide di rivolgersi a Gustavo per risolvere il problema fino in fondo. Tuttavia, a causa dell'incontro con Carola alla sua festa in casa, Gustavo crede che Mauro abbia avuto una relazione con Carolina e lo sfida a una partita di Santos cerca di convincere Mauro a tornare in Messico, ma si rifiuta di lasciare Cuba finché non risolve i suoi problemi monetari. Dopo essere stato assalito da un sicario inviato da Lorenzo, Mauro decide di rivolgersi a Gustavo per risolvere il problema fino in fondo. Tuttavia, a causa dell'incontro con Carola alla sua festa in casa, Gustavo crede che Mauro abbia avuto una relazione con Carolina e lo sfida a una partita di Santos cerca di convincere Mauro a tornare in Messico, ma si rifiuta di lasciare Cuba finché non risolve i suoi problemi monetari. 
Durante una pausa, Gustavo deduce che i due hanno problemi di soldi e decide di vendere La Templanza a Mauro in cambio di 30 000 pesetas. Successivamente, i due continuano il gioco, prendendo il gioco molto più seriamente. Con i vigneti ora in mano sua, Mauro decide di lasciare Cuba e tornare in Spagna. Santos cerca di convincere Trinidad ad accompagnarli, ma lei lo rifiuta, poiché ha accettato il suo destino nelle mani di Carola. Le barche di Sol e Mauro partono per lo stesso luogo: Jerez.

## Episodio 6
- Titolo originale: Capítulo 6
- Diretto da: Alberto Ruiz Rojo
- Scritto da: Susana López Rubio & Javier Holgado

### Trama
Al suo arrivo a Jerez, Mauro perfeziona nei suoi confronti la transazione della proprietà de La Templanza. Mauro e Santos rimangono nella casa occupata un tempo dai Moncalvo e iniziano ad adattarsi alla città. Allo stesso tempo, Sol, Edward, Paxter e Hudson arrivano a Jerez e soggiornano in un'altra casa della città. Sol si prepara a prendere le redini di La Templanza, solo per scoprire che i vigneti non sono più di proprietà della sua famiglia. Mentre Edward soffre di un attacco delirante, viene salvato da Mauro, che attira l'attenzione di Sol. Sol manda uno dei vecchi servitori di Moncalvo, Carmen, a interrogare Santos per scoprire perché Mauro è ora di proprietà dell'azienda. Santos accenna vagamente alla scommessa tra i due, ma non dà alcuna risposta. Sol cerca di visitare la sua vecchia sorella, Inés, che ora vive isolata in un convento, ma si risente ancora di averle portato via Edward e si rifiuta di vederla. Sol finalmente fa visita a Mauro ei due si incontrano. Sol chiede aiuto a Mauro con i due soci di Alan, che cercano di rilevare La Templanza per suo conto.
Mauro si spaccia per Luis per verificare che La Templanza sia ancora di proprietà della famiglia Moncalvo. I partner li lasciano andare e loro due festeggiano. Sol spiega a Mauro che la sua guerra con Alan è tutt'altro che finita. Mauro si offre di continuare ad aiutarla. Il giorno dopo, Sol informa Mauro che hanno trovato una donna delirante che pronuncia il nome di Mauro. Questa donna non è altri che Carola, anche lei finita a Jerez. che cercano di prendere la Temperanza in suo nome. Mauro si spaccia per Luis per verificare che La Templanza sia ancora di proprietà della famiglia Moncalvo. I partner li lasciano andare e loro due festeggiano.
Sol spiega a Mauro che la sua guerra con Alan è tutt'altro che finita. Mauro si offre di continuare ad aiutarla. Il giorno dopo, Sol informa Mauro che hanno trovato una donna delirante che pronuncia il nome di Mauro. Questa donna non è altri che Carola, anche lei finita a Jerez. che cercano di prendere la Temperanza in suo nome. Mauro si spaccia per Luis per verificare che La Templanza sia ancora di proprietà della famiglia Moncalvo. I partner li lasciano andare e loro due festeggiano. Sol spiega a Mauro che la sua guerra con Alan è tutt'altro che finita. Mauro si offre di continuare ad aiutarla. Il giorno dopo, Sol informa Mauro che hanno trovato una donna delirante che pronuncia il nome di Mauro. Questa donna non è altri che Carola, anche lei finita a Jerez. Sol informa Mauro che hanno trovato una donna delirante che pronuncia il nome di Mauro. Questa donna non è altri che Carola, anche lei finita a Jerez. Sol informa Mauro che hanno trovato una donna delirante che pronuncia il nome di Mauro. Questa donna non è altri che Carola, anche lei finita a Jerez.

## Episodio 7
- Titolo originale: Capítulo 7
- Diretto da: Alberto Ruiz Rojo
- Scritto da: Susana López Rubio

### Trama
Dopo l'operazione di Carola, Santos incontra Trinidad, che ha accompagnato Carola a Jerez. Sol e Mauro si rendono conto che Carola ha il documento di morte di Luis. Carola si sveglia a casa di Sol e scopre che lei e Mauro si rifiutano di farla uscire da lì. Sol va a trovare Carola e lei cerca di convincerlo che Mauro nasconde cattive intenzioni. All'inizio Sol non gli crede, ma poi Carola lo manipola, spiegandogli che le circostanze in cui Gustavo ha venduto La Temperanza a Mauro erano tutt'altro che ideali.
Allo stesso tempo, Mauro scopre il vecchio segno del cuore con le iniziali di Sol e Gustavo sull'albero, e si rende conto che i due erano innamorati prima che Sol sposasse Edward. Queste rivelazioni causano una spaccatura tra i due, che si separa. giorni dopo, Sol trova le lettere che Carola ha scritto a Luis e realizza la relazione tra loro. Sol incolpa Carola della morte di Luis e si riconcilia con Mauro.
Di notte, la casa di Sol viene perquisita da Alan, che cerca di minacciare Sol affinché firmi il contratto in cui manterrà l'intera eredità di famiglia. Mauro riesce ad entrare in casa e raggiungere la stanza di Sol all'ultimo secondo. Alan tiene Sol con una pistola alla tempia, minacciando Mauro di sparargli se si avvicina di un passo. Mauro riesce ad entrare in casa e raggiungere la stanza di Sol all'ultimo secondo. Alan tiene Sol con una pistola alla tempia, minacciando Mauro di sparargli se si avvicina di un passo. Mauro riesce ad entrare in casa e raggiungere la stanza di Sol all'ultimo secondo. Alan tiene Sol con una pistola alla tempia, minacciando Mauro di sparargli se si avvicina di un passo.

## Episodio 8
- Titolo originale: Capítulo 8
- Diretto da: Patricia Font
- Scritto da: Susana López Rubio & Javier Holgado

### Trama
Per allontanarsi da Alan e proteggere se stessa e Mauro, Sol accetta di firmare. Tuttavia, si rivela un'imboscata e si infila la pennaad Alan, permettendo a Mauro di sconfiggerlo. Sol e Mauro decidono di mandarlo via da Jerez in barca. Una volta liberi, i due partecipano alla festa cittadina, dove ballano insieme, mentre Alan dirotta la carrozza che lo porta al porto. Nel suo nuovo tentativo di impadronirsi dell'intera eredità di famiglia, Alan decide di ingannare la stampa facendogli credere che Sol abbia rapito Edward. Manuel va alla festa e racconta a Sol e Mauro il nuovo piano di Alan. Cercando di allontanarsi da lui, Sol e Manuel decidono di mandare Mauro a chiedere a Inés di ospitare Edward per qualche giorno finché tutto non si chiarisce, dato che è l'unico che Inés non conosce. In un primo momento, Inés rifiuta, ma Mauro la convince ad accettare. Nel frattempo, con l'aiuto di Trinidad, Carola fugge dalla prigionia nella casa di Sol. Quando lo scoprono, Mauro e Santos la inseguono, ma lei riesce a fuorviarli. Sol e Mauro ricevono la visita di Nicolás, proprio mentre stanno per vendere le vecchie volte de La Templanza.
Inés si presenta a casa di Sol per prendere Edward, e Inés mostra il suo risentimento nei confronti di Sol per aver indotto Edward a rifiutarlo per lei, il che ha influito sulla sua reputazione. Una volta che Inés porta via Edward, Manuel avverte Mauro che deve restare per proteggere Sol, credendo che Alan attaccherà di nuovo. Sol e Mauro sono travolti dalla passione, non sapendo che Carola e Alan si sono incontrati e stanno pianificando qualcosa contro di loro. e Inés mostra il suo risentimento verso Sol per aver indotto Edward a rifiutarlo per lei, il che ha influito sulla sua reputazione. Una volta che Inés porta via Edward, Manuel avverte Mauro che deve restare per proteggere Sol, credendo che Alan attaccherà di nuovo.
Sol e Mauro sono travolti dalla passione, non sapendo che Carola e Alan si sono incontrati e stanno pianificando qualcosa contro di loro. e Inés mostra il suo risentimento verso Sol per aver indotto Edward a rifiutarlo per lei, il che ha influito sulla sua reputazione. Una volta che Inés porta via Edward, Manuel avverte Mauro che deve restare per proteggere Sol, credendo che Alan attaccherà di nuovo. Sol e Mauro sono travolti dalla passione, non sapendo che Carola e Alan si sono incontrati e stanno pianificando qualcosa contro di loro.

## Episodio 9
- Titolo originale: Capítulo 9
- Diretto da: Patricia Font
- Scritto da: Susana López Rubio & Javier Holgado

### Trama
Temendo che Alan possa attaccare di nuovo, Sol decide di riprendere Edward e tornare a Londra per sfuggirgli. Sfortunatamente per lei, Inés è ancora innamorata di Edward e non ha intenzione di lasciare che Sol lo porti via così facilmente. Mauro riceve la visita di Nicolás, che spiega a Mauro che non vuole sposare Teresa Gorostiza, nipote di Carola. Nonostante i suoi problemi con Carola, Mauro si rifiuta di annullare il matrimonio per il bene finanziario della famiglia, con grande indignazione di Nicolás. Carola rimane con Antonio e Paulita e incolpa Mauro per i suoi ultimi affari loschi.
Manuel convince un riluttante Sol a lasciarlo provare a prendere Edward, ma per sua sfortuna, Inés si rifiuta di muoversi. Durante l'esplorazione della città, Nicolás incontra Carola, alla quale racconta la sua decisione di non sposare Teresa, e chiede il tuo aiuto per comunicarle la tua decisione senza ferire troppo i suoi sentimenti. Carola accetta e lo porta in un bar per discutere la sua decisione. Quello che Nicolás non sa è che lei e Alan in realtà lo stanno usando per incastrare Mauro. Hanno in programma di ingannarlo che hanno rapito Nicolás e minacciano di fargli del male se non firma i documenti in modo che le proprietà de La Templanza tornino a Gustavo.
Mauro e Santos estraggono informazioni da Trinidad su dove hanno Nicolás e vanno al bar, dove consegnano intenzionalmente ad Alan alcuni documenti falsi con firme sbagliate. In risposta, Alan prende Nicolás e manda i suoi scagnozzi a sbarazzarsi di Mauro e Santos. Mauro raggiunge Alan e cerca di fermarlo, mentre uno dei sicari di Alan cerca di uccidere Mauro. Santos si mette tra il sicario e Mauro, e il proiettile lo colpisce. Alan, i suoi scarios e Carola fuggono dal palco spaventati, mentre Nicolás e Mauro dal cuore spezzato guardano Nicolás sanguinare e morire.

## Episodio 10
- Titolo originale: Capítulo 10
- Diretto da: Patricia Font
- Scritto da: Susana López Rubio & Javier Holgado

### Trama
Mauro piange la morte di Santos, a tal punto che, alla fine, rifiuta l'offerta di vendere La templanza. Spaventata dalle conseguenze di quanto accaduto a Santos, Carola lascia Alan, mentre questi viene informato da Angulo di aver scoperto dove si trova. Al convento, Edward riconosce Inés e le rivela che il motivo per cui ha finito per sposare Sol e non Inés era perché lui stesso si era innamorato di lei. Rendendosi conto che Sol non aveva una parola sulla decisione, Inés mette da parte il suo rancore nei confronti di Sol e decide di lasciare che Edward fugga a Londra con lei.
Mauro e Sol vengono convocati da Antonio, desideroso di scoprire se a mentire sono loro o Carolina. I due riescono a convincerlo che Carola è pazza e non sa cosa sta dicendo. sentirsi sconfitto Carola lascia a malincuore Trinidad libera e la informa che torneranno all'Avana su navi diverse, poiché non vuole pentirsi della sua decisione. Di notte, Alan si infiltra nel convento e appicca un incendio, per costringere Edward ad andarsene. Questo incendio inizia a sfuggire al controllo e provoca il caos nel convento.
Sol si prepara a prendere Edward e tornare a Londra, e saluta Mauro con un bacio. Il loro momento è interrotto da Manuel, che li informa dell'incendio. I tre corrono al convento per salvare Edward. Quando aprono la porta della cella di Edward, Sol e Mauro scoprono che non c'è più. Quando cercano di fuggire da soli, scoprono che Alan cerca di portarglielo. Proprio quando Sol e Mauro cercano di fermarlo, dei raggi cadono su entrambi.
Alan muore, ma Edward sopravvive. Sapendo che la sua sanità mentale ha i giorni contati, Edward decide di rimanere in convento e sacrificarsi in modo che Sol e Mauro possano fuggire. Il giorno del funerale di Edward e Alan, Sol decide di tornare a Londra per prendere le redini della compagnia di Edward. Mauro, da parte sua, decide di tornare in Messico, presumendo che non sarà più in grado di pagare i suoi debiti. Nicolás lo convince a prendere le redini de La templanza e ricostruire la sua vita. Tornati in Messico, Nicolás e Mariana vendono la casa di Mauro a Tadeo e prendono le redini della loro nuova situazione di vita. Pochi anni dopo, risorge l'attività de La templanza, diretta da Mauro. Manda a Sol alcune bottiglie di vino in Gran Bretagna. I due decidono di formare un'alleanza tra le loro aziende.